# Andre Mijatović
Andre Mijatović est un footballeur croate né le 3 décembre 1979 à Rijeka.

## Palmarès
- Dinamo Zagreb
  - Vainqueur de la Coupe de Croatie en 2004.
  - Vainqueur de la Supercoupe de Croatie en 2003.
- Hertha Berlin
  - Champion de 2.Bundesliga en 2011.
- FC Ingolstadt
  - Champion de 2.Bundesliga en 2015.